# Паперная, Антонина Евгеньевна
Антонина Евгеньевна Паперная (укр. Антоніна Євгенівна Паперна; род. 1 июня 1990, Киев, Украинская ССР, СССР) — украинская и российская актриса театра и кино.

## Биография
Антонина родилась 1 июня 1990 года в Киеве в семье народных артистов Украины. Отец — Евгений Паперный, мать — Ольга Сумская. По воспоминаниям актрисы, практически всё детство она провела за кулисами, что предопределило выбор её будушей профессии.

Училась в Киевском национальном университете культуры и искусства на искусствоведческом факультете. Преследуя цель стать артисткой, переехала в Москву, где со второй попытки поступила в Театральный институт имени Бориса Щукина (мастерская Нины Дворжецкой и Римаса Туминаса). После окончания института поступила на работу в театр Вахтангова, где играла в спектаклях «Евгений Онегин», «Мадемуазель Нитуш» и «Мнимый больной». Однако, второстепенные роли её не привлекали. 
Актёрская судьба у всех складывается по-разному: кого-то сразу приглашают на главные роли, а кому-то приходится за эти роли бороться. Будучи 25-летней актрисой с большими амбициями, я понимала, что то, чего я хочу, и то, что мне дают играть в театре, не совсем совпадает. Наши пути разошлись, но не исключаю, что они ещё когда-нибудь сойдутся.
После ухода из театра Антонина решила сосредоточиться на кино и телевидении.
Актер театр и актёр кино для меня чуть ли не две разные профессии. Мое восприятие театра — это как обмен энергией со зрителем в моменте. Ты не можешь это повторить: каждый спектакль, пусть он идет уже 10 лет, разный. Кино же — магия, это лучшая профессия в мире, любимая, захватывающая и вдохновляющая.
Кинодебют состоялся в студенческие годы, первой работой Антонины стал эпизод в украинской драме «Совсем другая жизнь»; в 2012 году она снялась в украинской киноленте под названием «Время любить».
В 2013 году Антонина присоединилась к актёрскому составу «Оттепели», где актриса исполнила роль Татьяны Самойловой. Благодаря успеху сериала, Антонина стала получать приглашения от крупных российских телепроектов. За десять лет в российском кино она снялась почти в 30 сериалах для телеканалов Домашний, НТВ, Россия-1 и СТС, исполнив три главные роли. Среди наиболее заметных работ — роли в сериалах «Кухня», «Мосгаз», «Триггер», «Тонкие материи», «2019», «Постучись в мою дверь в Москве», «Провинциальный детектив» и др.

## Личная жизнь
Замужем за российским актёром Владимиром Яглычем. В 2015 году пара впервые появилась вместе на премьере комедийно-фантастического фильма «Призрак». В 2017 году у пары родилась дочь Ева, спустя три года родился сын Данил.

## Фильмография

### Актёрские работы
| Год       |   | Название                       | Роль                                  |
| --------- | - | ------------------------------ | ------------------------------------- |
| 2009      | с | Совсем другая жизнь            | эпизод                                |
| 2012      | с | Время любить                   | Маша, дочь Николая                    |
| 2013      | с | Оттепель                       | Татьяна Самойлова                     |
| 2014      | с | Кухня                          | Лиля, подруга Кати                    |
| 2014      | с | Отмена всех ограничений        | секретарь Коробова                    |
| 2014      | с | Поздние цветы                  | Марта, модель                         |
| 2014      | с | Поиски улик                    | Ната Соловьёва, манекенщица           |
| 2014      | с | Соблазн                        | эпизод                                |
| 2015      | ф | Во имя любви                   | Света                                 |
| 2015      | с | Идеальная жертва               | Лена                                  |
| 2015      | с | Миндальный привкус любви       | Вероника Антонова                     |
| 2015      | с | Мосгаз. Дело № 3: Паук         | манекенщица                           |
| 2016      | ф | В зоне доступа любви           | Лера, девушка Андрея                  |
| 2016      | с | Дедушка                        | Юля, невеста Дёмина                   |
| 2016—2019 | с | Куба                           | Елена Антонова, адвокат               |
| 2017      | с | Отчий берег                    | Катерина                              |
| 2018      | с | Одна ложь на двоих             | Варя Петрова, организатор мероприятий |
| 2019      | ф | Заложники                      | Лена, подруга Анны                    |
| 2020      | с | Филатов                        | Марина, бухгалтер                     |
| 2020      | с | Триггер                        | Лиза, пациентка Артёма                |
| 2020—2021 | с | Пять минут тишины              | Тоня                                  |
| 2021      | с | Тонкие материи                 | Наташа Захарова, модель               |
| 2021      | с | Стажёры                        | Лена Дронова, менеджер                |
| 2022      | с | Провинциальный детектив        | Лиля                                  |
| 2022      | с | Старое пианино                 | Ирина                                 |
| 2023      | с | Холодное блюдо                 | Дана                                  |
| 2024—2025 | с | Постучись в мою дверь в Москве | Алина                                 |
| 2024      | с | СуперИвановы-2                 | Имя персонажа не указано              |
| 2025      | с | Ухожу красиво-2                | Имя персонажа не указано              |